# Egresbor
Az egresbor a nevét adó egres (Ribes uva-crispa) gyümölcsből készült alkoholos ital. Egyéb neve: köszmétebor.

## Bora
Borkészítésre mind a piros, mind a fehér egres alkalmasak. A színes gyümölcs a pirosas, a fehér köszméte fehér színű bort ad. Nagyon fontos a köszméte érettségi állapota; csak teljesen beérett, már töppedni kezdő bogyókból lesz jó minőségű bor.

## Recept

### Asztali egresbor
Előerjesztés - a megzúzott gyümölcs pihentetése - nélkül alig lehet a levet különválasztani. Előerjesztés esetében a kapott lé mennyisége 70%; a lé átlagos savtartalma 16 ezrelék. Borunk 8 ezrelékes savtartalmának beállításához tehát 1 liter levet 2 literre kell hígítanunk. Az erős hígítás folytán az amúgy is csekély cukortartalom még jobban felhígul, csak 1 térfogatszázalék alkohol képződik belőle. Ezért az asztali köszmétebor készítése esetén az eredeti lé minden literjéhez 400 g (illetve a hígított lénél 200g) cukrot kell adni. A hozzáadandó vizet először felmelegítve  préselés után nyert törkölyre öntsük, hagyjuk egy napig állni, sajtoljuk ki és azután töltsük az eredeti gyümölcsléhez. A cukrot a köszméte levében oldva, három részleten adjuk hozzá; ez első és második esetben 150-150 g-ot, a harmadikban pedig 100g-ot.

### Csemege egresbor
Csemege köszmétebor készítésekor - 14 térfogatszázalék alkohol eléréséhez - 280 g a kétszeres hígítás folytán még 280 g, összesen 560 g cukrot adagolunk. Egyébként az előzőekben leírtak tartandók.
A köszmétebor hosszabb időn át nem tárolható, két éven belül fogyasszuk el.

### Egyéb különlegességek
- Mézbor: mézből erjesztett bor. Nem azonos a „mézes borral”, amely csak ízesített, mézzel fűszerezett ital.
- Akácbor
- Csipkebogyóbor
- Rizsbor
- Ürmösborok készítése
- Borbetegségek, borhibák
- Borajánló